# Go Get 'Em Hutch

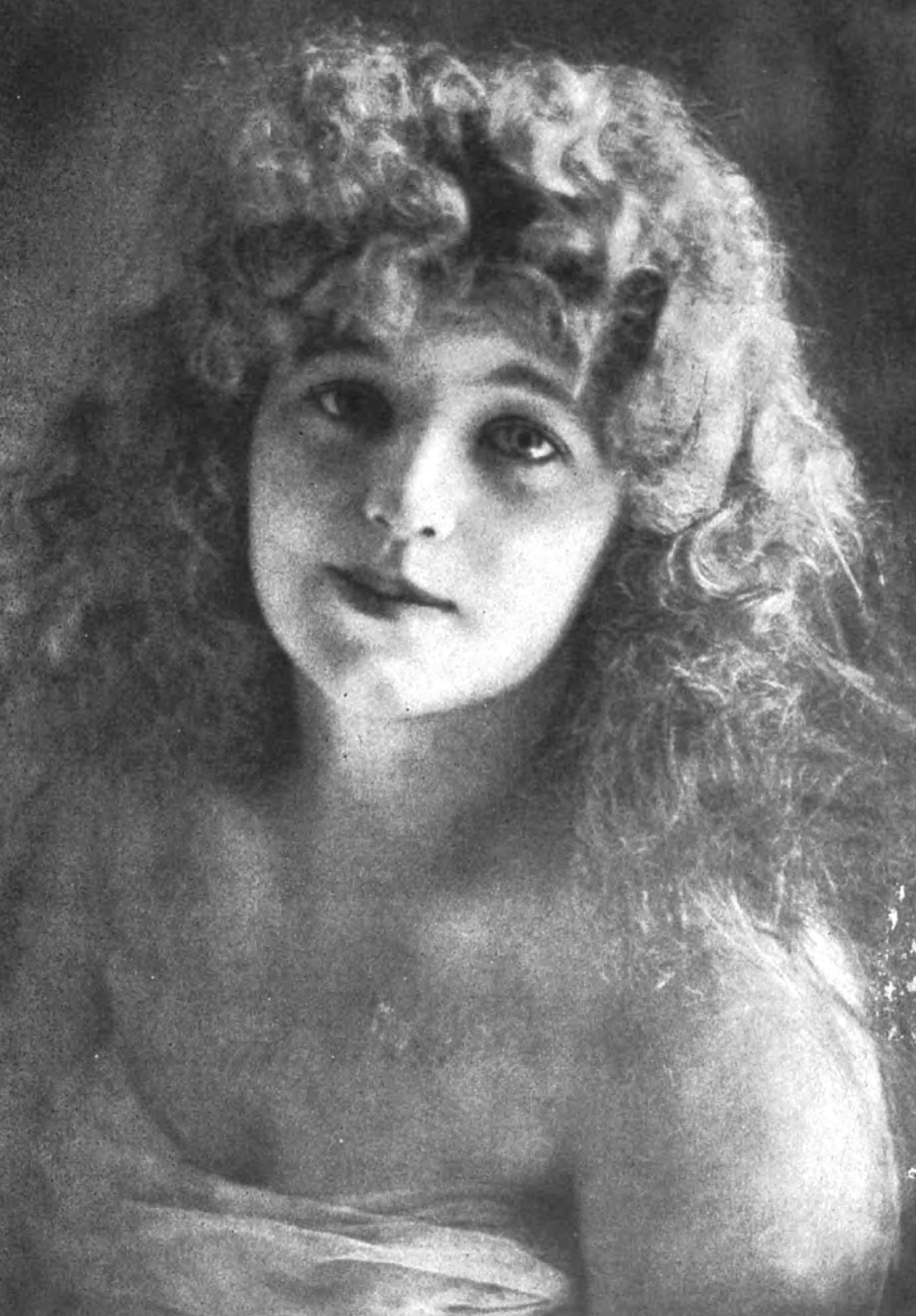
Marguerite Clayton, atriz do seriado.

Go Get 'Em Hutch é um seriado estadunidense de 1922, gênero ação, dirigido por George B. Seitz, em 15 capítulos, estrelado por Charles Hutchison e Marguerite Clayton. Produzido pela George B. Seitz Productions, distribuído pela Pathé Exchange, veiculou nos cinemas estadunidenses entre 9 de abril e 16 de julho de 1922.
Este seriado é considerado oficialmente perdido, embora esteja listado pelo menos em parte na Gosfilmofond Russian State Archives.

## Sinopse
A história diz respeito a um advogado corrupto, que é o líder de um sindicato do crime. Ele pretende evitar a operação dos navios pertencentes à heroína (Marguerite Clayton). Hutch vem para resgatá-la.

## Elenco
- Charles Hutchison - Hutch
- Marguerite Clayton
- Richard Neill
- Frank Hagney
- Pearl Shepard
- Joe Cuny
- Cecile Bonnel

## Capítulos
1. Chained to the Anchor
2. The Falling Wall
3. The Runaway Car
4. The Crushing Menace
5. Shot into Space
6. Under the Avalanche
7. On Danger's Highway
8. The Broken Life Line
9. Under the Cauldron
10. The Edge of the Roof
11. The Air-Line Route
12. Between the Rails
13. Under the Ice
14. In the Doorway of Death
15. Ten Minutes to Live